# Retascón (kommunhuvudort)
Retascón är en kommunhuvudort i Spanien.   Den ligger i provinsen Provincia de Zaragoza och regionen Aragonien, i den nordöstra delen av landet, 210 km öster om huvudstaden Madrid. Retascón ligger 881 meter över havet och antalet invånare är 104.
Terrängen runt Retascón är platt åt nordost, men åt sydväst är den kuperad. Terrängen runt Retascón sluttar västerut. Runt Retascón är det glesbefolkat, med 12 invånare per kvadratkilometer. Närmaste större samhälle är Daroca, 4,1 km sydväst om Retascón. Omgivningarna runt Retascón är i huvudsak ett öppet busklandskap.